# Milorad Dodik
Milorad Dodik (Servisch: Милорад Додик, [mîloraːd dǒdik]) (Laktaši, 12 maart 1959) is een Bosnisch-Servische politicus en was tussen 2022 en 2025 de 8e president van de Servische Republiek, een functie die hij eerder bekleedde van 2010 tot 2018. Hij was ook het 7e Servische lid van het presidentschap van Bosnië en Herzegovina van 2018 tot 2022.
Dodik is sinds de oprichting in 1996 voorzitter van de Savez nezavisnih socijaldemokrata (Alliantie van Onafhankelijke Sociaal-Democraten, SNSD) en heeft verschillende politieke functies bekleed binnen de Servische Republiek, de Servische entiteit in Bosnië en Herzegovina. Hij was premier van de Servische Republiek van 1998 tot 2001 en opnieuw van 2006 tot 2010.
Aanvankelijk werd zowel Dodik als de SNSD in de jaren negentig en begin jaren 2000 gezien als gematigde en hervormingsgezinde alternatieven voor de ultranationalistische Servische Democratische Partij. Sindsdien heeft echter zowel Dodik als de SNSD een meer Servisch-nationalistische en separatistische houding aangenomen, waarbij ze pleiten voor het recht van de Bosnische Serviërs op zelfbeschikking. Zijn ambtstermijnen worden gekenmerkt door beschuldigingen van autoritarisme door zijn critici, de ondermijning van federale Bosnische instellingen, en nauwere banden met zowel Rusland als Servië.

## Veroordeling
In februari 2025 werd Dodik door een rechtbank in Bosnië en Herzegovina veroordeeld tot één jaar gevangenisstraf en zes jaar uitsluiting van politieke functies vanwege het ondermijnen van het staatsgezag: 'De hoogste rechter stelt dat hij het staatsgezag ondermijnt en daarmee de vredesakkoorden van 1995 (Verdrag van Dayton) tegenwerkt.'. Dit leidde eerst tot een landelijk en vervolgens tot een internationaal arrestatiebevel. In april 2025 liepen de spanningen in het land op na een mislukte poging om Dodik te arresteren.
- Gemeinsame Normdatei: 1021162337
- International Standard Name Identifier: 0000 0001 2077 9486
- Library of Congress Control Number: n2011039474
- Nationale Bibliotheek van Tsjechië: js2016906396
- Nationale Bibliotheek van Polen: a0000003586445
- Virtual International Authority File: 232955097
- WorldCat: E39PBJj8WRyM9fggHWFrKtjV4q